# Razumovsky-Quartett
Das  Razumovsky Quartett ist ein Streichquartett in der österreichischen Hauptstadt Wien.
Gegründet wurde es im Jahr 2006 auf Initiative der „Razumovsky-Gesellschaft für Kunst und Kultur“ unter der Führung Gregor Razumovskys aus dem vormaligen Drach-Quartett zum zweihundertjährigen Jubiläum der dem Diplomaten und Musikmäzen Fürst Andrej Razumovsky (1752–1836) zugeeigneten Streichquartette Opus 59 von Ludwig van Beethoven im Andenken an den Musikgelehrten Prof. Andreas Razumovsky (1929–2002). Maßgebliche Förderung und Unterstützung erhielten die Musiker durch ihren langjährigen Lehrer und Mentor Valentin Berlinsky und die in Wien ansässige Alban Berg Stiftung.

## Mitglieder
- Anna Kandinskaja Violine (2006–)
- Matthias Adensamer Violine (2006–)
- Alexander Znamenskiy Viola (2006–)
- Nikolai Gimaletdinov Violoncello (2006–2008)
- Martin Hornstein[1] Violoncello (2008–2009)
- Claudio Ronco Violoncello (2010–2011)
- Alexander Volpov Violoncello (2011–2023)
- Tobias Stosiek Violoncello (2023–)

## Diskografie
- Joseph Haydn, 7 letzten Worte Jesu am Kreuz. Razumovsky Quartett – Obsculta Classic 2014 (OSM2001)[2]